# Караколь (пехота)

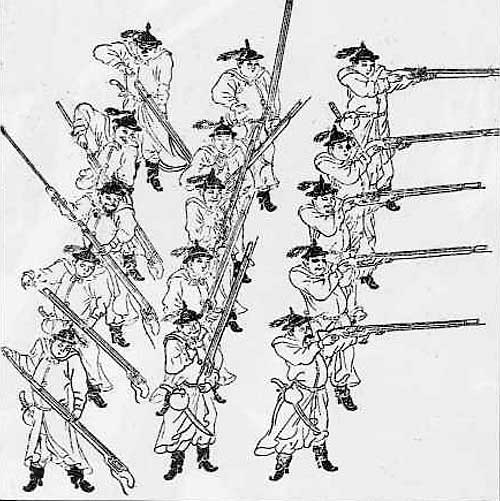
Китайские мушкетёры времён династии Мин (иллюстрация XVII в.) тоже использовали аналогичный «караколи» манёвр. Глубина строя — три шеренги. Задние ряды перезаряжают оружие, средние ожидают своей очереди и устанавливают на оружие фитили, передние — целятся перед залпом

Карако́ль (исп. caracol — «улитка») — войсковой манёвр в военной тактике пехотных полков XVI—XVII вв. Возник примерно в середине XVI века и сохранял актуальность до появления линейной тактики в конце XVII — начале XVIII в.
Скорострельность раннего огнестрельного оружия была очень низка — порядка одного выстрела в полторы-две минуты. Стреляли по команде, залпами, сообразуясь с обстановкой на поле боя и появлением в секторе обстрела целей, при стрельбе по которым применение такого мощного оружия было оправдано. Дав залп, стрелки (аркебузиры и мушкетёры) надолго оказывались выведены из боя. Поэтому для того, чтобы использовать огневую мощь аркебуз, а позднее и мушкетов, в полной мере, стрелков стали выстраивать в специальном построении — в 12, 8 или 6 шеренг, оставляя между колоннами промежутки. Первая шеренга, произведя залп, быстрым шагом или бегом отступала назад, в тыл, где начинала перезаряжать оружие, а на её место выдвигалась вторая шеренга — и так далее. Пока первая шеренга перезаряжала, остальные шеренги последовательно стреляли. Постепенно первая шеренга продвигалась вперед, пока не приходила её очередь стрелять.
Такая тактика, позволяющая даже при очень низкой скорострельности отдельного ствола вести практически непрерывный огонь по противнику, кардинально увеличила мощь огнестрельного оружия и скомпенсировала характерные для него тогда недостатки, постепенно сделав его решающей силой на поле боя. Караколь способствовал существенному росту количества стрелков в пехоте: если в начале XVI века соотношение пикинёров со стрелками составляло 2:1 и даже 3:1, то ближе к концу того же XVI века их численности сравнялись. В дальнейшем уже пикинёры стали рассматриваться как вспомогательный род войск, призванный прикрывать мушкетёров в достаточно маловероятном случае навязывания ближнего боя вражеской кавалерией.
Мориц Оранский ввел караколь в тактику пехотных полков в ходе реформирования нидерландской армии в ходе Восьмидесятилетней войны в начале 1590-х годов. А уже во время Тридцатилетней войны караколь применяли армии всех воевавших государств.
Также подобную тактику ещё в доогнестрельную эпоху использовали генуэзские арбалетчики.